# Rembun (Nogosari)
Rembun is een bestuurslaag in het regentschap Boyolali van de provincie Midden-Java, Indonesië. Rembun telt 4036 inwoners (volkstelling 2010).